# Ischnotoma penata
Ischnotoma penata är en tvåvingeart som först beskrevs av Alexander 1966.  Ischnotoma penata ingår i släktet Ischnotoma och familjen storharkrankar. Inga underarter finns listade i Catalogue of Life.